# Gephyromantis rivicola
Espèce
Synonymes
- Mantidactylus rivicola Vences, Glaw & Andreone, 1997

Statut de conservation UICN

 VU B1ab(iii) : Vulnérable
Gephyromantis rivicola est une espèce d'amphibiens de la famille des Mantellidae.

## Répartition

Aire de répartition de Gephyromantis rivicola.

Cette espèce est endémique de Madagascar. Elle se rencontre du niveau de la mer jusqu'à 700 m d'altitude du mont Marojejy jusqu'à la presqu'île de Masoala,.

## Description
Les 2 spécimens mâles observés lors de la description originale mesurent entre 22,5 mm et 24,3 mm de longueur standard et les 3 spécimens femelles observés lors de la description originale mesurent entre 23,8 mm et 24,3 mm de longueur standard.

## Étymologie
Le nom spécifique rivicola vient du latin rivus, le ruisseau, et colus, séjourner, en référence a l'habitat de cette espèce en bordure des ruisseaux.

## Publication originale
- Vences, Glaw & Andreone, 1997 : Description of two new frogs of the genus Mantidactylus from Madagascar, with notes on Mantidactylus klemmeri (Guibé, 1974) and Mantidactylus webbi (Grandison, 1953) (Amphibia, Ranidae, Mantellinae). Alytes, vol. 14, p. 130-146 (texte intégral).